# Баве (кантон)

Кантон Баве в составе округа Авен-сюр-Эльп

Баве́(фр. Bavay) — упраздненный кантон во Франции, находился в регионе Нор — Па-де-Кале, департамент Нор. Входил в состав округа Авен-сюр-Эльп. Упразднен в результате реформы 2015 года.
В состав кантона входили коммуны (население по данным Национального института статистики за 2011 г.):
- Амфруапре (228 чел.)
- Баве (3 4780 чел.)
- Беллини (883 чел.)
- Бермери (397 чел.)
- Беттреши (250 чел.)
- Гюссини (354 чел.)
- Ла Фламенгри (409 чел.)
- Ла Лонгвиль (2 160 чел.)
- Мекини (674 чел.)
- Оби (707 чел.)
- Одини (301 чел.)
- Он-Эржи (820 чел.)
- Сен-Вааст (620 чел.)
- Тесньер-сюр-Он (926 чел.)
- Уден-ле-Баве (883 чел.)
- Феньи (7 184 чел.)

## Экономика
Структура занятости населения:
- сельское хозяйство - 3,2 %
- промышленность - 32,9 %
- строительство - 10,0 %
- торговля, транспорт и сфера услуг - 32,5 %
- государственные и муниципальные службы - 21,4 %

Уровень безработицы (2009 год) - 13,6 % (Франция в целом - 11,7 %, департамент Нор - 15,1 %). 

Среднегодовой доход на 1 человека, евро (2009 год) - 21 115 (Франция в целом - 23 330, департамент Нор - 20 786).

## Политика
На президентских выборах 2012 г. жители кантона отдали в 1-м туре Марин Ле Пен 28,2 % голосов против 25,3 % у Николя Саркози и 23,7 % у Франсуа Олланда, во 2-м туре в кантоне победил Саркози, получивший 53,6 % голосов (2007 г. 1 тур: Саркози - 30,2 %, Сеголен Руаяль - 21,6 %; 2 тур: Саркози - 57,7 %). На выборах в Национальное собрание в 2012 г. по 3-му избирательному округу департамента Нор они поддержали действующего депутата, кандидата партии Союз за народное движение Кристин Марен, набравшую 31,8 % голосов в 1-м туре и 55,8 % - во 2-м туре. (2007 г. 23-й округ. Кристин Марен (СНД): 1-й тур - 42,6 %, 2-й тур - 55,0 %). На региональных выборах 2010 года в 1-м туре победил список социалистов, собравший 22,7 % голосов против 20,9 % списка «правых» . Во 2-м туре единый «левый список» с участием социалистов, коммунистов и «зелёных» во главе с Президентом регионального совета Нор-Па-де-Кале Даниэлем Першероном получил 44,9 % голосов, «правый» список во главе с сенатором Валери Летар занял второе место с 27,8 %, а  Национальный фронт Марин Ле Пен с 27,3 % финишировал третьим.
|  | Кандидат  | Партия                    | % голосов |
|  | --------- | ------------------------- | --------- |
|  | Жан Жарос | Коммунистическая партия   | 64,93     |
|  | Ален Фрео | Союз за народное движение | 35,07     |